# Aspidifrontia
Aspidifrontia é um gênero de traça pertencente à família Arctiidae.